# Slag om Zoutkamp
De Slag om Zoutkamp was een belegering van de schans nabij Zoutkamp (ook wel Soltkamp genoemd) tijdens de Tachtigjarige Oorlog. Na een belegering van vijf dagen, moest het Spaansgezinde garnizoen zich overgeven aan de Friese troepen van Willem Lodewijk van Nassau-Dillenburg.

## Aanloop naar het beleg
In de jaren ervoor hadden de Staten-Generaal veel grondgebied verloren aan de Spanjaarden. Door het verraad van Rennenberg in 1580 vielen Groningen en de Ommelanden in handen van de Spaanse Nederlanden, maar het naburige Friesland bleef Staats. Willem Lodewijk van Nassau-Dillenburg was sinds 1584 stadhouder van Friesland en had voor 1589 al twee vergeefse pogingen gedaan om Groningen te veroveren op de Spaanse troepen. Omdat dit mislukte, ging hij over tot een andere tactiek, waarbij hij de toegangswegen naar Groningen afsloot. De schans Zoutkamp was zijn eerste doel. Deze schans lag aan de monding van het Reitdiep, dat de rechtstreekse zeeverbinding van Groningen was. Hij liet in 1585 aan de Friese zijde van het Reitdiep een schans ter hoogte van Munnekezijl aanleggen. Datzelfde jaar probeerde de Spaanse legeraanvoerder Francisco Verdugo de schans nog te veroveren, wat echter mislukte.

## De aanval en nasleep
De schans had een bezetting van 84 man onder leiding van luitenant Hindrik van Os. Eigenlijk was Tjaert Herema verantwoordelijk voor de schans, maar deze was ten tijde van de aanval op de Tammingaborg in Hornhuizen.
Op 5 oktober 1589 landde Willem Lodewijk met 400 manschappen op een plek genaamd Windeweer ongeveer 1 kilometer ten zuidoosten van Zoutkamp aan het Reitdiep en viel vervolgens de schans aan. Na een beleg van vijf dagen viel de schans in Staatse handen. Tijdens de strijd kwam Hindrik van Os om het leven. Hiermee hadden de Staten-Generaal het Reitdiep in handen en verloor Groningen haar rechtstreekse zeeverbinding. De jaren er na zou Groningen steeds verder ingesloten worden en uiteindelijk zou Groningen in 1594 door troepen van Maurits van Nassau, de latere prins van Oranje en Willem Lodewijk belegerd en veroverd worden, tijdens de Reductie van Groningen. De slag om de Zoutkamp zou achteraf een van de eerste wapenfeiten zijn tijdens de Tien Jaren, een periode waarin Maurits, met behulp van Willem Lodewijk, grote successen zou behalen.